# Kilcloon
Kilcloon (irlandés: Coill Chluana, «Bosque de la pradera») es una localidad ubicada en el sureste del Condado de Meath, Irlanda.

## Personas destacadas

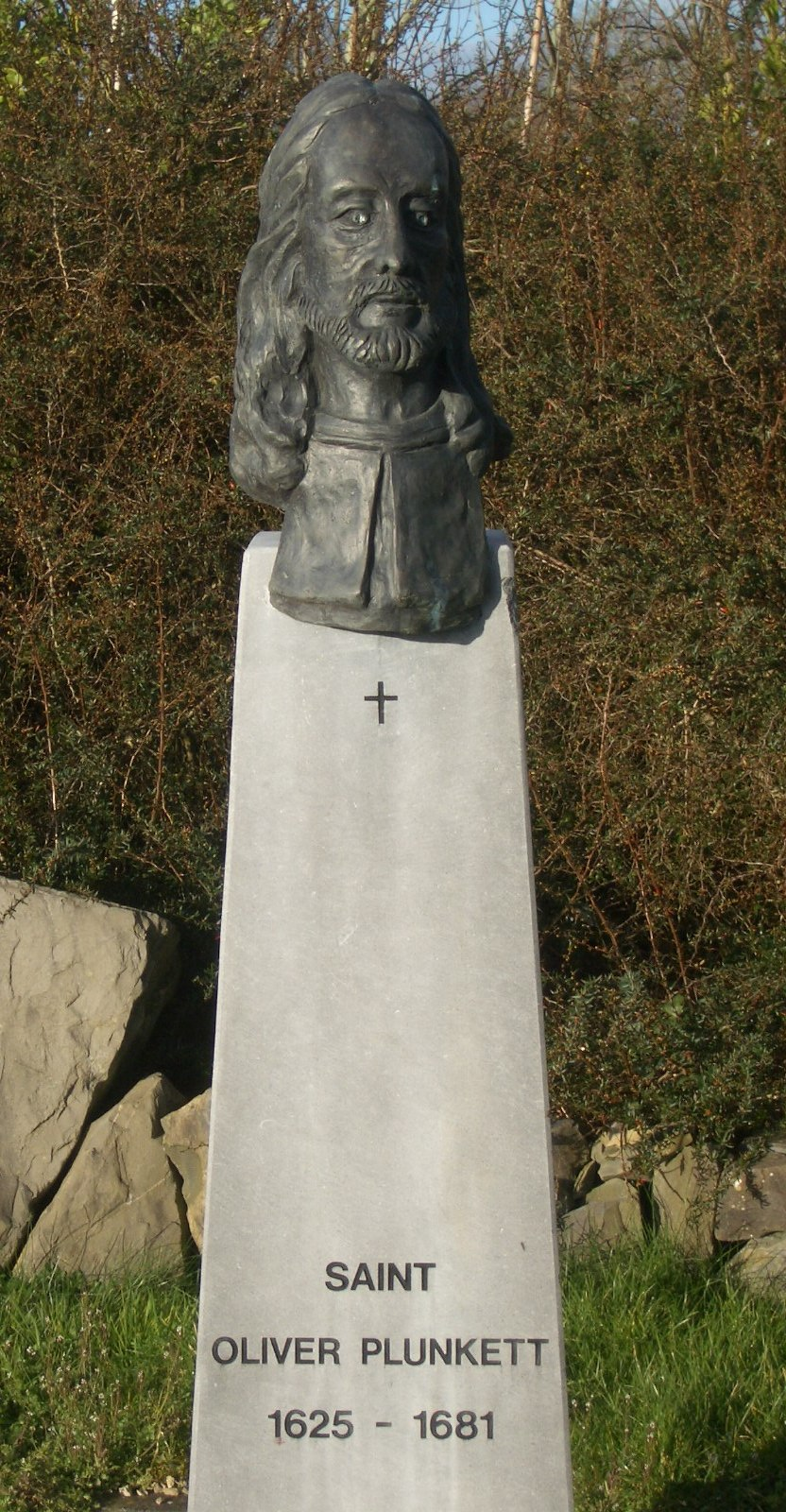
Busto de Oliver Plunkett, del escultor Betty Newman Maguire, ubicado en el Kilcloon Millennium Garden, inaugurado el 25 de junio de 2000

- Lisa Hannigan: cantante y compositora